# Dálnice v Asii

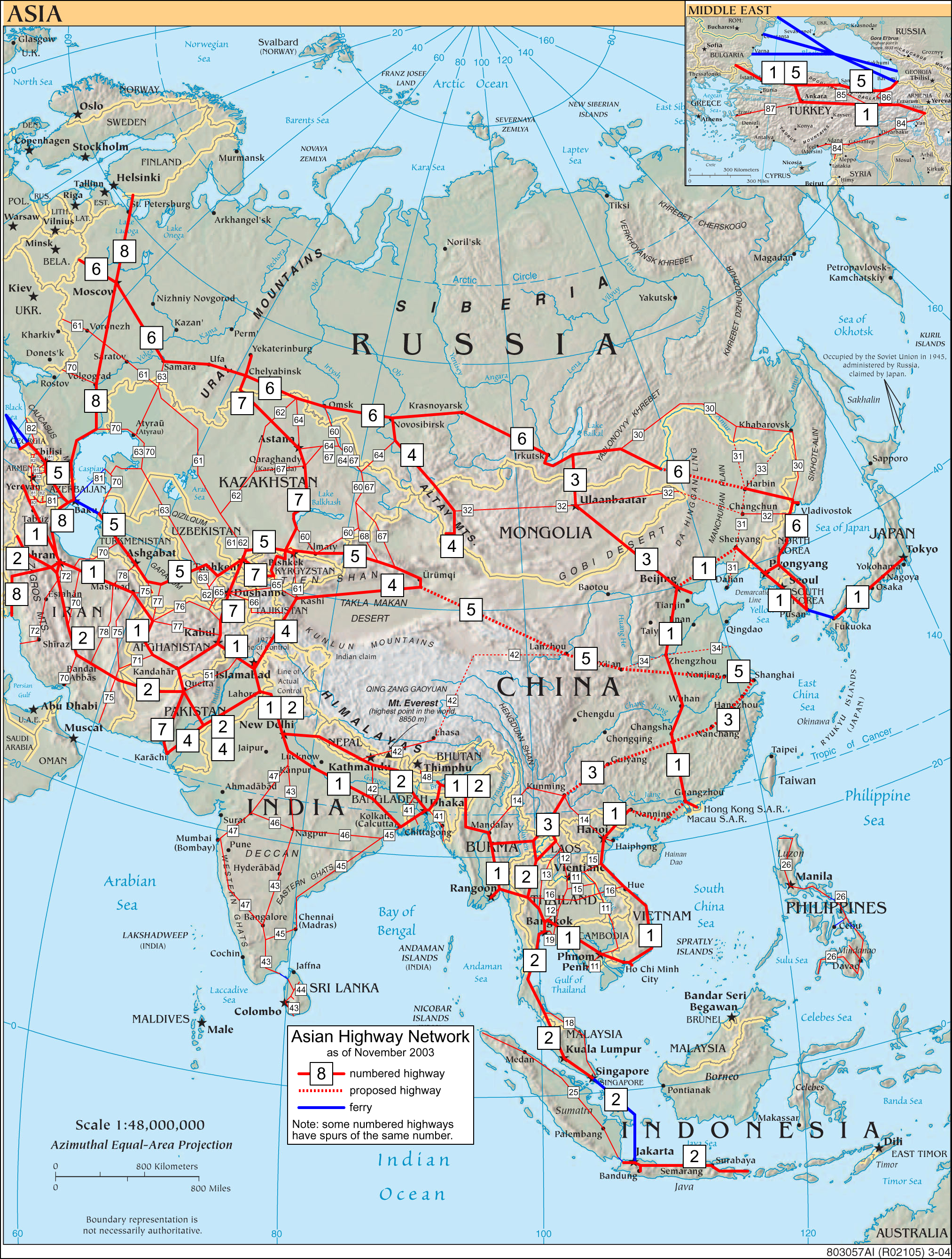
Schéma systému asijských dálnic (některé zasahují na území Evropy)

Síť asijských dálnic (Asian Highway Network) je rozsáhlý systém dálnic a dálkových silnic v Asii.
Hustota dálniční sítě se v různých částech Asie velmi liší, v závislosti na bohatství státu, hustotě zalidnění i na terénních podmínkách. Nejrozsáhlejší síť dálnic najdeme v Číně, která má s celkovou délkou 131 000 km (2016) druhý největší dálniční systém na světě (po USA). Husté sítě dálnic jsou též ve vyspělých státech východní Asie (Japonsko, Jižní Korea, Taiwan) nebo v bohatých zemích Blízkého Východu (Spojené arabské emiráty, Katar, Kuvajt, relativně i Saúdská Arábie). Řada států má pak vybudován základ sítě (např. Pákistán, Jordánsko, Irák), případně síť dálnic jen okolo některých center (např. Indie, Thajsko, Indonésie), a rozsáhlé oblasti zatím bez dálnic. Velmi řídce se dálnice vyskytují ve střední a severní Asii.
Vybrané asijské hlavní dopravní tahy se značí Asijskými dálnicemi (zkratka AH = Asian Highway), podobně jako se v Evropě značí Evropské silnice (E).

## Označování
Označování dálnic se liší napříč zeměmi, většinou se ale používají čísla národních silnic, před kterými se nenachází žádné písmeno, jak je tomu v evropských zemích (např. A, M nebo v Česku a na Slovensku D), určitou výjimkou je Čína, kde se používají různá písmena pro různé typy dálnic (např. meziměstské dálnice, okruhy, obchvaty, spojnice aj.).
V Turecku nalezneme kromě vlastního systému značení (O pro dálnice, D pro hlavní silnice) ještě překryv mezinárodního systému evropského (E) a asijského (AH). Např. úsek rychlostní silnice ze Smyrny do Ankary je současně evropská silnice E96 a asijská dálnice AH87. Překryv evropského a asijského číslování existuje i ve státech bývalého Sovětského svazu.

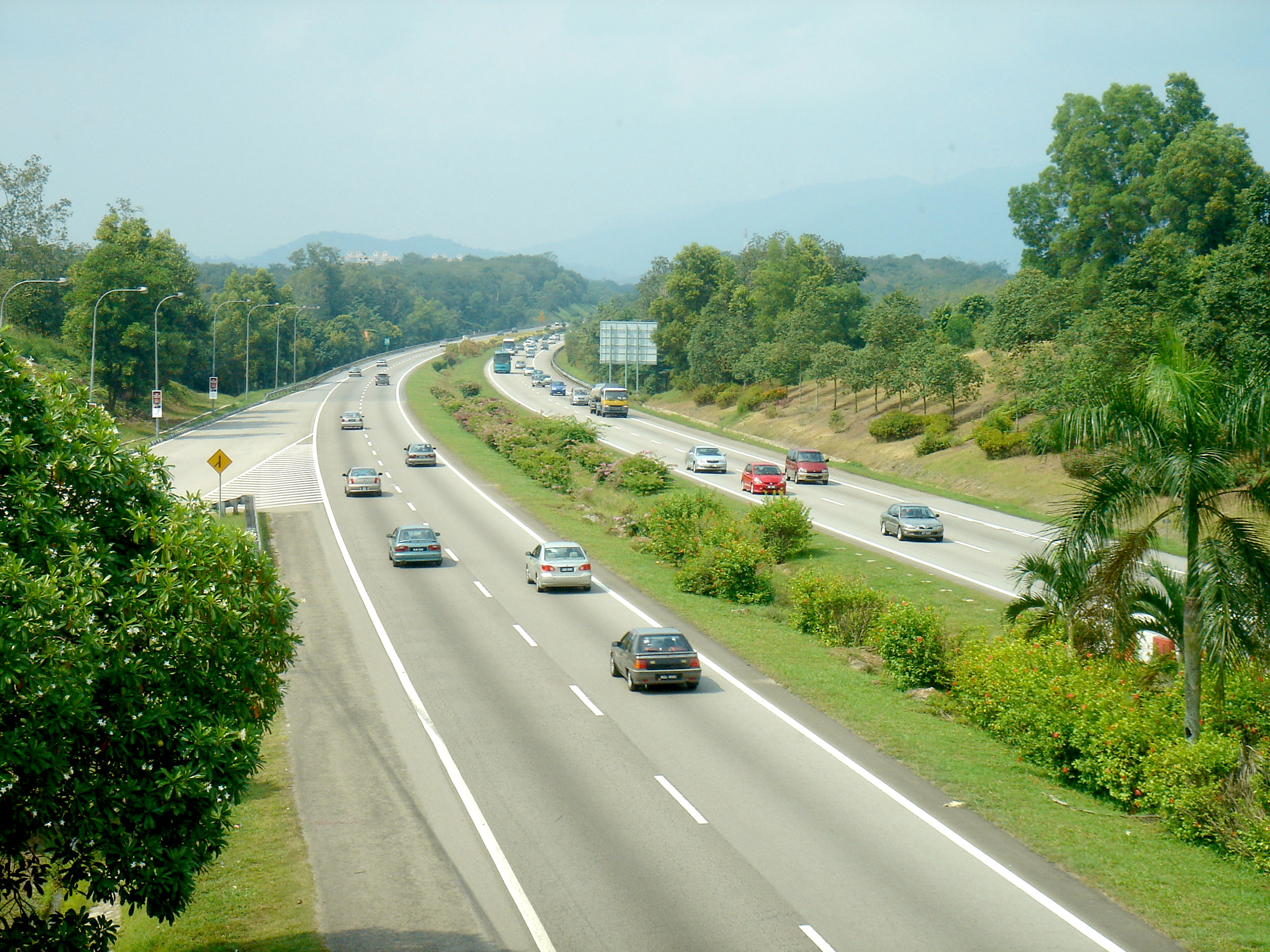
Asijská dálnice AH2 v Kuala Lumpur, Malajsie

## Historie
V roce 1959 byl OSN zahájen projekt Asijských silnic (Asian Highways), který měl podpořit rozvoj silnic a dálnic v regionu. Během první fáze projektu (1960–1970) bylo dosáhnuto značného pokroku, když byl však projekt v roce 1975 pozastaven, rozvoj se zpomalil.
Další pokusy o zavedení jednotné sítě dálkových silnic v Asii se objevily v roce 1992. Mezinárodní dohoda o asijské dálniční síti byla přijata v roce 2003. Obsahovala návrh rozvoje silniční sítě o délce 140 000 km. Smlouva byla v roce 2004 podepsána 23 zeměmi. Roku 2013 smlouvu ratifikovalo 29 zemí.